# Pierre Bayonne
Pierre Bayonne (Puerto Príncipe; 11 de junio de 1949) es un exfutbolista haitiano con rol de defensa.

## Trayectoria
Siendo un defensor goleador, toda su carrera la pasó en el club de su país Violette AC, desde 1969 hasta 1981, ganando la Copa Nacional en la edición de 1978.

## Selección nacional
Participó por primera vez con Haití en el Mundial. Allí disputó los tres duelos de la fase de grupos, pero no pudo evitar la esperada eliminación.

### Participaciones en Copas del Mundo
| Mundial                        | Sede     | Resultado    |
| ------------------------------ | -------- | ------------ |
| Copa Mundial de Fútbol de 1974 | Alemania | Primera fase |

## Palmarés

### Títulos nacionales
| Título        | Equipo   | País  | Año  |
| ------------- | -------- | ----- | ---- |
| Copa Nacional | Violette | Haití | 1978 |

### Títulos internacionales
| Título                                | Equipo | Sede  | Año  |
| ------------------------------------- | ------ | ----- | ---- |
| Campeonato de Naciones de la Concacaf | Haití  | Haití | 1973 |

### Distinciones individuales
| Distinción                                                | Año  |
| --------------------------------------------------------- | ---- |
| Máximo goleador del Campeonato de Naciones de la Concacaf | 1971 |